# 彩-irodori-
『彩-irodori-』（いろどり）は、彩冷える2枚目のフルアルバム。2010年1月27日発売。
発売元は徳間ジャパンコミュニケーションズ。

## 解説
- シングル3作含む。
- 初回生産限定盤A、初回生産限定盤B、通常版の3タイプ発売。初回生産限定盤はCDとDVDの2枚組。通常版は初回盤のみ56P写真集付き。
- 各タイプそれぞれのトラック11,12はボーナストラック扱い。

## 収録曲

### 初回生産限定盤A

#### CD
1. 0010101
2. 会いたくて
3. GAME
4. shake
5. action (彩-irodori- ver.)
6. ゆびきり
7. Labyrinth
8. 映写機が映す空
9. サヨナラ
10. 夏物語
11. growther

#### 特典DVD
- 約55分
- Live @ 2009.10.26 渋谷AX～ayabie live tour「colorful rock party」FINAL～

### 初回生産限定盤B

#### CD
1. 0010101
2. 会いたくて
3. GAME
4. shake
5. action (彩-irodori- ver.)
6. ゆびきり
7. Labyrinth
8. 映写機が映す空
9. サヨナラ
10. 夏物語
11. 恋をしようよ

#### 特典DVD
- 2009年10月に行われた台湾・台北での初LIVE。台湾滞在中のメンバーにカメラが完全密着！
- レコーディング オフショット
- ライブリハーサル オフショット

### 通常版
1. 0010101
2. 会いたくて
3. GAME
4. shake
5. action (彩-irodori- ver.)
6. ゆびきり
7. Labyrinth
8. 映写機が映す空
9. サヨナラ
10. 夏物語
11. カナリア (彩-irodori- ver.)
12. 未来へ